# Barry McCallion
Barry McCallion (* 1940 in New York City) ist ein US-amerikanischer bildender Künstler. 

## Leben und Werk
Barry McCallion wurde in der Bronx geboren. Er machte den Bachelor für Kunstgeschichte und Englische Literatur an der Columbia University, worauf er ein Studium der Bildhauerei mit dem Master abschloss.
1972 bis 1973 war er Teilnehmer der Fluxshoe in Cornwall. 1973 stellte er unter dem Titel Geschichte von der Abfahrt des Ruderers in der Galerie René Block, Berlin aus. 1977 wurde er zur documenta 6 eingeladen.
McCallion hat in Deutschland, Italien, Polen, der Schweiz, den Niederlanden, Großbritannien, Australien und den USA ausgestellt und lebt derzeit auf Long Island.

## Auszeichnungen (Auswahl)
- 1983: Australia Council for the Arts, Stipendium
- 1983: Queen Elizabeth II Arts Council, New Zealand
- 1979 bis 1981: Gardilanne-Moffat Foundation, Cité des Arts, Paris
- 1976: Berliner Künstlerprogramm des DAAD, Berlin
- 1974: New York State Council on the Arts